# Anne Winters
Anne Christine Winters (Dallas, Texas; 3 de junio de 1994) es una actriz estadounidense, reconocida por su rol en la serie de televisión Tyrant como Emma Al-Fayeed y por su participación en Wicked City como Vicki Roth. También ha protagonizado las películas Sand Castles (2014), Pass the Light (2015), The Bride He Bought Online (2015) y Mom and Dad (2017).

## Carrera
Winters hizo su debut cinematográfico interpretando a Kathleen en la película A Christmas Snow. Luego apareció en Cooper and the Castle Hill Gang. En 2013 participó en la comedia televisiva de Disney Channel Liv and Maddie como Kylie Kramer, apareciendo en el episodio "Steal-A-Rooney". De 2013 a 2014, Winters tuvo un papel recurrente como Kelsey en la serie dramática de ABC, The Fosters.
De 2014 a 2016, Winters protagonizó el papel habitual de Emma Al-Fayeed en la serie dramática Tyrant, creada por Gideon Raff para la red FX. Fue acreditada como estrella invitada durante la segunda temporada de Tyrant, apareciendo en solo cuatro de los 13 episodios, y continuó su papel en la tercera temporada. Winters protagonizó un papel principal en la película dramática independiente de 2014 Sand Castles, junto a los actores Jordon Hodges y Clint Howard. También en 2014, Winters interpretó a Kelly Decker en la película de acción Fatal Instinct. desde 2019 winters interpreta el papel de chloe rice en la serie de Netflix 13 reasons why.
En 2015 apareció como Gwen en la película Pass the Light, dirigida por Malcolm Goodwin. También actuó como Avery Lindstrom en la película para televisión The Bride He Bought Online, dirigida por Christine Conradt. Ese mismo año fue elegida para encarnar a Vicki Roth en la serie de drama criminal Wicked City. Protagonizó junto a Nicolas Cage y Selma Blair la película Mom and Dad, dirigida por Brian Taylor.

## Filmografía

### Cine
| Año  | Título                           | Rol             | Notas |
| ---- | -------------------------------- | --------------- | ----- |
| 2009 | Gloria                           | Estudiante      | Corto |
| 2010 | A Christmas Snow                 | Kathleen        |       |
| 2011 | Cooper and the Castle Hills Gang | Lauren          |       |
| 2014 | Sand Castles                     | Lauren Daly     |       |
| 2014 | Fatal Instinct                   | Kelly Decker    |       |
| 2015 | Pass the Light                   | Gwen            |       |
| 2015 | The Bride He Bought Online       | Avery Lindstrom |       |
| 2016 | The Tribe                        | Sarah           |       |
| 2017 | #REALITYHIGH                     | Holly           |       |
| 2017 | Mom and Dad                      | Carly Ryan      |       |
| 2018 | Night School                     | Mila            |       |
| 2019 | Coutdown                         | Courtney        |       |

### Televisión
| Año       | Nombre           | Rol            | Notas                                              |
| --------- | ---------------- | -------------- | -------------------------------------------------- |
| 2013      | Liv and Maddie   | Kylie Kramer   | Episodio: "Steal-a-Rooney"                         |
| 2013–2014 | The Fosters      | Kelsey         | Recurrente (temporada 1), 6 episodios              |
| 2014–2016 | Tyrant           | Emma Al-Fayeed | Principal (temporada 1); invitada (temporadas 2–3) |
| 2015      | Wicked City      | Vicki Roth     | Principal                                          |
| 2016      | Cruel Intentions | Valerie York   | Elenco principal; Piloto                           |
| 2017–2019 | Zac & Mia        | Mia Phillips   | Elenco principal                                   |
| 2018–2020 | 13 Reasons Why   | Chlöe Rice     | Elenco recurrente (temporadas 2–4)                 |
| 2019      | Grand Hotel      | Ingrid         | Elenco principal                                   |
| 2020      | The Orville      | Charly Burke   | Elenco principal (temporada 3)                     |